# 落合村 (岐阜県恵那郡)
落合村（おちあいむら）は、かつて岐阜県恵那郡に存在した村。
現在の中津川市東部に該当する。
中山道落合宿を中心地とする木曽川、落合川沿いの村であり、東と南東は長野県に面していた。

## 大字・小字
- 大字:落合（おちあい）
- 小字:
- 畔地 （あぜち）
- 井巾 （いはば）, 井ノ上 （いのうえ）, 井ノ下 （いのした）
- 上ケ原 （うえがはら）, 裏田 （うらた）
- 大久手 （おおくて）, 大下落合 （おおしもおちあい）, 大原 （おおはら）, 沖田 （おきた）, 落合町 （おちあいまち）
- 釜沢 （かまざわ）
- 神戸 （ごうど）, 小性洞 （こしょうぼら）
- 笹目 （ささめ）, 三五沢 （さんござわ）, 三斗蒔 （さんどまき）
- 清水平 （しみずだいら）, 下落合 （しもおちあい）, 下笹目 （しもささめ）, 下三五沢 （しもさんござわ）, 新茶屋 （しんちゃや）
- 滝場 （たきば）, 田中 （たなか）
- 月柿 （つきがき）
- 西山 （にしやま）
- 馬場渡 （ばばど）
- 平石 （ひらいし）
- 宮ノ前 （みやのまえ）
- 向町 （むかいまち）, 向山（むかいやま）
- 森ケ鼻 （もりがはな）
- 屋下 （やした）, 山中 （やまなか） , 山の田 （やまのた）
- 弓の木 （ゆみのき）
- 横手 （よこて）, 横挽 （よこびき） , 与坂 （よざか）

## 歴史
- 平安時代末期、源義仲（木曽義仲）の重臣の落合兼行（落合五郎）が、館を築き居住。
- 鎌倉時代から恵那郡遠山荘の地頭遠山氏の領地。
- 文明5年（1473年）応仁の乱の時に、木曾家豊と伊那松尾城主の小笠原家長が恵那郡に侵攻。その後数十年間、木曾氏が苗木遠山氏を抑えつつ、落合村を含む恵那郡北部を支配下に置いた。
- 永正元年(1504年)7月　飛騨の三木重頼が木曾義元を攻めた際に、沖田淡路[落合村在住]らが裏木曽の兵を率いて木曾の滝越で飛驒兵を狭撃した。
- 天文3年（1534年）小笠原貞忠は、家中の内紛により恵那郡から撤退し、その後下条時氏（長野県下伊那郡下條村）が落合村と湯舟澤村を占領した。
- 天正13年（1585年）徳川家康が下条康長(牛千代)に対し、落合村を苗木遠山氏の遠山久兵衛に引き渡すように書状を送り命じた。
- 江戸時代は当村の石高は480石5斗で、尾張藩の木曾衆の山村甚兵衛 240石2斗5升と千村平右衛門 240石2斗5升の領地となる。
- 1889年（明治22年）7月1日 - 町村制により落合村が成立。
- 1956年（昭和31年）9月30日 - 中津川市に編入される。

## 交通機関
- 国鉄中央本線
  - 落合川駅

## 教育
- 落合村立落合小学校 （現・中津川市立落合小学校）
- 落合村立落合中学校 （現・中津川市立落合中学校）

## 神社
- 猿田彦神社
- 津島神社

## 寺院
- 醫王寺(浄土宗)
- 善昌寺(曹洞宗)
- 高福寺(浄土宗)

## 史跡・見所
- 落合宿
  - 本陣 （現存）
  - 脇本陣跡
  - 旧庄屋宅 （旧肥田家）
  - 泉屋 （島崎藤村の小説『夜明け前』の主人公青山半蔵の内弟子林勝重のモデル（鈴木利左衛門弘道）の生家。作中では稲葉屋として登場）
  - 落合五郎兼行之城跡
- 十曲峠 （旧・中山道。当時の石畳が残る）
  - 中山道　落合の石畳
  - 「是より北 木曽路」の碑